# John Hart Dunne

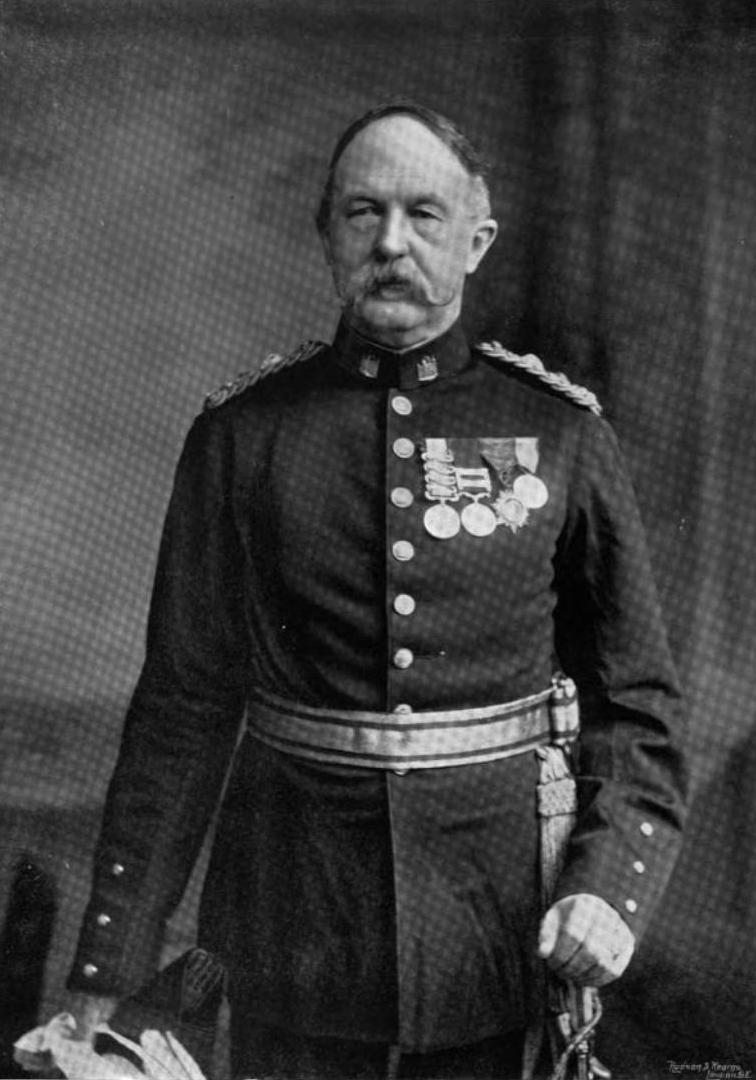
John Hart Dunne als General, um 1898

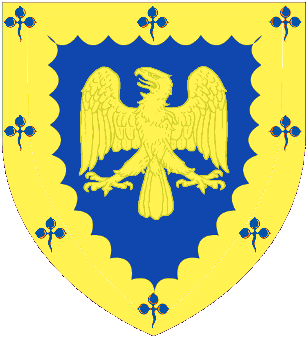
Wappenschild von John Hart Dunne

Sir John Hart Dunne (* 11. Dezember 1835 in Cartron, County Roscommon, Irland, Vereinigtes Königreich Großbritannien und Irland; † 20. April 1924) war ein irischer Offizier der British Army.

## Leben
Dunne, Sohn von Marianne Hart und John Dunne, Cartrons Lodge, Drumsna in County Roscommon, beschritt nach einer Ausbildung auf Privatschulen eine britische Offizierslaufbahn. Im September 1852 wurde er als Ensign dem 62nd Regiment der British Army zugewiesen, zwei Jahre später deren 21st (Royal North British Fusilier) Regiment. Zunächst focht er im Krimkrieg, wo er unter dem Kommando von Frederick Haines an Einsätzen an der Alma, bei Balaklawa und Inkerman sowie an der Belagerung von Sewastopol teilnahm. Das Osmanische Reich von Sultan Abdülmecid I. verlieh ihm den Mecidiye-Orden fünfter Klasse. 1854 wurde er zum Lieutenant, 1855 zum Captain befördert und diente im 99th (Lanarkshire) Regiment of Foot in Britisch-Indien, ab 1860 im Kaiserreich China.

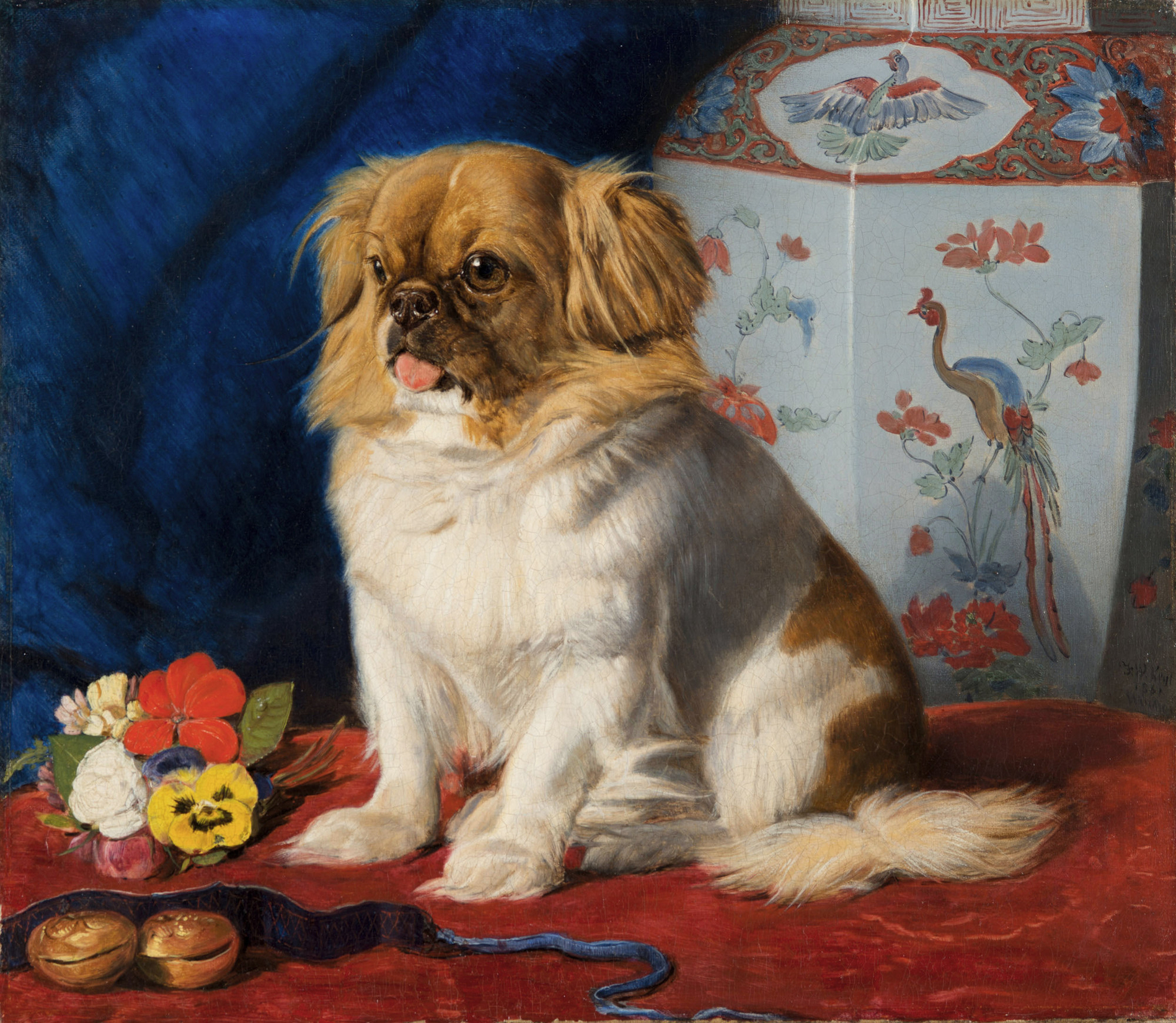
Looty, 1861 gemalt von Friedrich Wilhelm Keyl, Öl auf Leinwand, Royal Collection – eine Kopie des Bildes erhielt John Hart Dunne, in dessen Familie das Gemälde ein Erbstück wurde

In seiner Einheit nahm Dunne am Zweiten Opiumkrieg teil. Höhepunkte dieses Einsatzes waren das Hissen des Union Jack nach der Erstürmung der Taku-Forts und die Einnahme von Peking. In seinen Erinnerungen berichtete er, dass er aus einer Kriegsbeute, die nach Plünderungen des Alten Sommerpalastes im Lager französischer Militäreinheiten verkauft wurde, aus einem Bestand von fünf Pekingesen die Palasthündin Looty erwarb. Diese brachte er nach England und verehrte sie 1861 seiner Königin Victoria, die das Tier in ihre Sammlung auf Schloss Windsor übernahm. Wiewohl Dunne von sich behauptete, anders als andere in Indien gedient habende Offiziere im Geschäft mit Kriegsbeute unerfahren gewesen zu sein, tauchten im Kunsthandel verschiedene Objekte aus seinem Besitz auf, die zu dem geplünderten Alten Sommerpalast gehört hatten. 1861 publizierte Dunne seine Erinnerungen als Offizier in Britisch-Indien und China unter dem Titel From Calcutta to Pekin. Die Londoner Zeitung The Spectator lobte dieses Buch für seine lebendigen und amüsanten Beschreibungen aus dem Zweiten Opiumkrieg, insbesondere seine humorvollen Bemerkungen über die „Wissenschaft des Plünderns“.
Weitere Beförderungen folgten: 1865 zum Lieutenant-Colonel, 1881 zum Major General, 1889 zum Lieutenant-General und 1893 zum General. 1894 wurde ihm die Lieutenancy of the Tower of London verliehen, 1898 wurde er zum Colonel des Wiltshire Regiments des Herzogs von Edinburgh ernannt. 1906 wurde er zum Knight Commander des Order of the Bath geschlagen. 1907 ging er in den Ruhestand. 1924 verstarb er im Alter von 88 Jahren und wurde auf dem Friedhof von Sidmouth, Devon, bestattet.
Ihn überlebte seine Ehefrau Julia Elizabeth Chapman (1851–1936), eine Tochter von William Robert Chapman aus Whitby, die er 1870 geheiratet hatte. Das Paar bekam drei Kinder, von denen nur der Sohn John William Dunne, ein späterer Luftfahrtpionier, das Erwachsenenalter erreichte.

## Schrift
- From Calcutta to Pekin. Being Notes Taken from the Journal of an Officer Between Those Places. Samson Low, Son & Co., London 1861 (Google Books).